# Rooibank
Rooibank ou Scheppmannsdorf est un village de Namibie dans l'Erongo, situé dans la Dinokeng Game Reserve (en).

## Histoire
Heinrich Scheppmann y fonde une mission en décembre 1845. Le village porte ainsi aussi le nom de Scheppmannsdorf.
Rooibank abrite une espèce endémique d'araignée la Dalmasula parvimana.